# Andrea Bondumier
Andrea Bondumier (talvolta anche Bondimier, Bondimerio o Bondumerio; Venezia, ... – Venezia, 6 agosto 1464) è stato un patriarca cattolico italiano.

## Biografia
Nacque a Venezia da Marino e Franceschina Barbaro, della ricca famiglia patrizia dei Bondumier.
Uomo di grande spiritualità e rigore morale, ma anche fine umanista, in gioventù il Bondumier fu discepolo del dotto bizantino Emanuele Crisolora, che frequentò durante il primo decennio del Quattrocento, e fu introdotto ai vivaci circoli umanistici della città lagunare.

### L'ingresso nell'Ordine agostiniano e il priorato di Santo Spirito
Il 16 maggio 1421 entrò, assieme ad altri giovani aristocratici (tra i quali Filippo Paruta, Francesco Contarini e Michele Morosini), nella comunità degli eremitani di Sant'Agostino presso il convento di Santa Maria di Nazareth (successivamente trasformeto in Lazzaretto Vecchio). Nel 1423, il gruppo si trasferì in San Daniele in Monte, ad Abano.
Il 15 agosto di quell'anno, assieme ai suoi compagni, prese i voti: l'ordinazione sacerdotale gli fu conferita dal vescovo di Padova Pietro Marcello. Il 12 maggio 1424 il vescovo di Castello Marco Lando concesse alla nuova comunità di frati il monastero di Santo Spirito, sull'omonima isola della laguna. Il 15 dicembre successivo, divenuto priore della propria comunità, divenne canonico regolare di Sant'Agostino.
Il rigore e l'austerità del priore sembra fossero tali che, nel 1452, due religiosi dalmati uscirono dalla comunità, accusando il Bondumier di eccessiva severità, e sollecitando a Roma una visita pastorale di Andrea Caravello, vescovo di Stagno e Curzola, anch'egli eremitano di Sant'Agostino, al fine di ottenere una modifica della regola del convento di Santo Spirito in senso meno intransigente. In difesa del Bondumier si schierò subito Francesco Barbaro, che scrisse una lettera al cardinale Condulmer, nella quale elogiava grandemente la comunità di Santo Spirito e la morigeratezza del suo priore, e si raccomandava all'alto prelato affinché la visita pastorale richiesta fosse affidata al patriarca di Venezia, Lorenzo Giustinian.

### Il patriarcato
Lo stesso Giustinian, in punto di morte, nel 1456, designò il priore Bondumier tra i suoi possibili successori alla guida del patriarcato, al quale tuttavia fu preferito Maffeo Contarini. Fu alla scomparsa di quest'ultimo, nel 1460, che il Senato veneziano designò Andrea Bondumier come nuovo titolare della sede patriarcale: era il 27 marzo 1460. La nomina fu confermata da papa Pio II il 23 aprile successivo. Il Bondumier, inizialmente, declinò l'incarico, adducendo come motivazioni l'età avanzata (doveva avere più di sessant'anni, un'età piuttosto ragguardevole per l'epoca) e il voto pronunciato in gioventù di non accettare dignità: il 10 maggio, tuttavia, il pontefice lo dispensò dai vincoli di tale voto e lo costrinse ad accettare.
Il patriarcato di Andrea Bondumier si distinse per le riforme che vennero compiute: furono promulgate delle costituzioni pastorali che regolavano con rigore la vita del clero e specificanti le regole del culto; fu riformato il monastero di San Cristoforo alla Madonna dell'Orto, scacciandovi gli Umiliati e chiamando al loro posto i canonici di San Giorgio in Alga; furono condotte indagini sull'ordinazione di alcuni chierici indegni, compiuta dal vescovo di Balecio Leonardo da Napoli.
Morì a Venezia nel 1464 e fu sepolto in Santo Spirito.

## Successione apostolica
La successione apostolica è:
- Vescovo Nicola degli Inversi, O.S.M. (1463)